# Жарко Златар
Жарко Златар-Јернеј (Крушчица, 1910 — Крушчица, 22. фебруар 1943), учесник Народноослободилачке борбе.

## Биографија
Рођен је 1910. године у Крушчици у сиромашној земљорадничкој породици од оца Илије и мајке Милке.
Основну школу је завршио у родном селу Крушчици и након завршетка основног образовања уписује и изучава машинбраварски занат у Белој Цркви код чувеног мајстора Редер Рудија, једног од најпознатијих мајстора металске струке.
Након изученог заната, вратио се у родну Крушчицу и поред осталог бави се земљорадњом и казанџиским послом. Отворио је пецару за производњу воћних ракија и тај посао развијао све до почетка Другог светског рата.
У Крушчици се укључује у политички живот на страни демократских партија. Активно делује у Народном фронту, нарочито у изборима за парламент на страни опозиције. Та његова активност бива запажена па је 1936. године примљен у чланство КПЈ у Крушчичкој партијској организацији. Априлски рат 1941. и окупација затичу га у Крушчици као члана Среског Комитета КПЈ за Белоцрквански срез.
Са Славком-Савом Мунћаном, Дејаном Бранковим, Марком Стојановићем и другим активистима КПЈ, интензивно ради на организацији НОП-а у "Закарашју" и шире. После пада Саве и Марка Стојановића постаје секретар Среског Комитета КПЈ. Након окупљања свих партизанских снага Јужног Баната крајем 1942. године, изабран је за политичког комесара Јужнобанатског партизанског одреда, на чијем челу остаје до своје погибије у родном селу Крушчици.
У борби са полицијом у опкољеној кући бива рањен и да не би жив пао непријатељу у руке, последњим метком себи прекраћује живот 22. фебруара 1943. године за собом оставивши удовицу Персиду и кћер Милицу.
Гроб и биста са његовим ликом налазе се у градском парку у Белој Цркви.